# Canon historique des Pays-Bas
Le Canon historique des Pays-Bas est une liste de 50 thèmes qui a l'intention de résumer l'histoire des Pays-Bas. Le comité Van Oostrom a rassemblé dans cette liste les 50 thèmes qui devraient être traités dans les cours d'histoire des écoles primaires aux Pays-Bas, pour les élèves âgés de 8 à 14 ans. Les 50 thèmes ont été choisis suivant quatorze liens principaux.
Le 16 octobre 2006, le  canon a été remis par le comité à la ministre de l'Enseignement, de la Culture et des Sciences, Maria van der Hoeven. Une deuxième version est remise le 3 juillet 2007 aux gouvernement et parlement néerlandais réunis.
En 2020, le canon subit une révision. Ingrid van Engelshoven, ministre de l'Éducation Démocrates 66 trouvait qu'il passait sous silence les événements sombres de l'histoire néerlandaise. Il est profondément remanié, et vise à répondre aux critiques qui le trouvaient trop centré sur les Pays-Bas, trop blanc et trop masculin.

## Les quatorze lignes directrices
- Les Pays-Bas belgiques (en néerlandais Lage Landen (bij de zee)).
- À la périphérie de l'Europe.
- Un pays christianisé.
- Histoire de la langue néerlandaise.
- Un pays urbanisé, nœud commercial aux bouches du Rhin, de l'Escaut et de la Meuse.
- La république des Sept Provinces-Unies des Pays-Bas : née d'une révolte.
- L'épanouissement du Siècle d'Or.
- Esprit de commerce et pouvoir colonial.
- l'État unitaire, monarchie constitutionnelle.
- Naissance d'une société moderne.
- Les Pays-Bas au temps des deux guerres mondiales de (1914 à 1945).
- L'État-providence, démocratisation et sécularisation.
- Les Pays-Bas se colorient.
- Les Pays-Bas en Europe.

## Les cinquante thèmes
|    | thème | période                 | description                                          |
| -- | --- | ----------------------- | ---------------------------------------------------- |
| 1  | Dolmens | XXXe siècle av. J.-C.   | Les premiers agriculteurs.                           |
| 2  | Le Limes Romain | 47 - ca. 400            | À la frontière du monde romain.                      |
| 3  | Willibrord | 658 - 739               | La propagation du christianisme.                     |
| 4  | Charlemagne | 742 - 814               | Empereur d'occident.                                 |
| 5  | Hebban olla vogala | ca. 1100                | Le néerlandais en écriture.                          |
| 6  | Florent V de Hollande | 1254 - 1296             | comte Hollandais et noblesse mécontente.             |
| 7  | La Hanse | 1356 - ca. 1450         | Villes commerçantes dans les Pays-Bas.               |
|    | Dans la version de 2006, le 8e thème était l'imprimerie ; il est remplacé dans la version de 2007 par Christiaan Huygens, thème 21, | ca.1450                 | Révolution dans la reproduction.                     |
| 8  | Érasme | 1466? - 1536            | Un humaniste international.                          |
| 9  | Charles Quint du Saint-Empire | 1500 - 1558             | Les Pays-Bas unité gouvernementale.                  |
| 10 | La Furie iconoclaste | 1566                    | Guerres de religion.                                 |
| 11 | Guillaume Ier d'Orange | 1533 - 1584             | De noble révolté à père de la Patrie.                |
| 12 | La république | 1588 - 1795             | Un État d'organisation unique.                       |
| 13 | La Compagnie néerlandaise des Indes orientales                                                                                      | 1602 - 1799             | Expansion outre-mer.                                 |
| 14 | Le Beemsterpolder | 1612                    | Les Pays-Bas et l'eau.                               |
| 15 | Les canaux d'Amsterdam concentriques                                                                                                | 1613 - 1662             | Expansion des villes au Siècle d'or néerlandais.     |
| 16 | Hugo Grotius | 1583 - 1645             | Pionnier du Droit international public.              |
| 17 | La Statenbijbel | 1637                    | Le livre des livres.                                 |
| 18 | Rembrandt | 1606? - 1669            | Les grands peintres.                                 |
| 19 | L'Atlas Maior de Blaeu | 1662                    | Le monde en carte.                                   |
| 20 | Michiel de Ruyter | 1607 - 1676             | Héros maritimes et le bras long de la République.    |
| 21 | Christiaan Huygens. Thème ajouté au canon le 3 juillet 2007                                                                         | 1629-1695               | Les sciences au Siècle d'Or.                         |
| 22 | Spinoza | 1632 - 1677             | À la recherche de la vérité.                         |
| 23 | Esclavage | ca. 1637 - 1863         | Commerce d'hommes et travail forcé au Nouveau Monde. |
| 24 | Buitenplaatsen | XVIIe et XVIIIe siècles | Habiter luxueusement en dehors de la ville.          |
| 25 | Eise Eisinga | 1744 - 1828             | Le Siècle des Lumières aux Pays-Bas.                 |
| 26 | Les Patriotes | 1780 - 1795             | Crise dans la République.                            |
| 27 | Napoléon Bonaparte | 1769 - 1821             | nl:La période française aux Pays-Bas.                |
| 28 | Roi Guillaume Ier | 1772 - 1843             | Le Royaume des Pays-Bas et de la Belgique.           |
| 29 | La première société de chemin de fer                                                                                                | 1839                    | L'accélération ou Révolution industrielle.           |
| 30 | La Constitution | 1848                    | La loi la plus importante d'un État.                 |
| 31 | Max Havelaar | 1860                    | Accusation contre des abus aux Indes néerlandaises.  |
| 32 | Opposition contre le travail des enfants                                                                                            | XIXe siècle             | Sortir de l'usine, entrer en école.                  |
| 33 | Vincent van Gogh | 1853 - 1890             | L'artiste moderne.                                   |
| 34 | Aletta Jacobs | 1854 - 1929             | Émancipation de la femme.                            |
| 35 | La Première Guerre mondiale | 1914 - 1918             | Guerre et neutralité.                                |
| 36 | De Stijl | 1917 - 1931             | Révolution en stylisme.                              |
| 37 | La Grande Dépression | 1929 - 1940             | La société pendant la Dépression.                    |
| 38 | La Seconde Guerre mondiale | 1940 - 1945             | Occupation et libération.                            |
| 39 | Anne Frank | 1929 - 1945             | Persécution des juifs.                               |
| 40 | Indonésie | 1945 - 1949             | Une colonie se bat pour être libre.                  |
| 41 | Willem Drees | 1886 - 1988             | L'État-providence.                                   |
| 42 | L'inondation de 1953 | le 1er février 1953     | La menace de l'eau.                                  |
| 43 | La télévision | depuis 1948             | Avènement d'un média de masse.                       |
| 44 | Le port de Rotterdam | depuis ca. 1880         | Porte ouverte au monde.                              |
| 45 | Annie M.G. Schmidt | 1911 - 1995             | À rebours dans un pays bourgeois.                    |
| 46 | Suriname et les Antilles néerlandaises                                                                                              | depuis 1945             | Décolonisation de l'Ouest                            |
| 47 | Srebrenica | 1995                    | Les dilemmes du maintien de la paix.                 |
| 48 | Les Pays-Bas des couleurs multiples                                                                                                 | depuis 1945             | La société multiculturelle.                          |
| 49 | La bulle de gaz naturel | 1959 - 2030 ?           | Groningue (gisement), un trésor limité.              |
| 50 | L'Europe | depuis 1945             | Des Néerlandais et des Européens.                    |